# Trachyandra glandulosa
Trachyandra glandulosa là một loài thực vật có hoa trong họ Thích diệp thụ. Loài này được (Dinter) Oberm. miêu tả khoa học đầu tiên năm 1962.